# سکالی (ناحیه ستراکونیتسه)
سکالی (به چکی: Skály) یک منطقهٔ مسکونی در جمهوری چک است که در ناحیه ستراکونیتسه واقع شده‌است. سکالی ۵٫۰۶ کیلومتر مربع مساحت و ۷۷ نفر جمعیت دارد و ۴۹۸ متر بالاتر از سطح دریا واقع شده‌است.